# Desempenadeira
Desempenadeira pode ser utilizada para alisar argamassa, estender panos, auxiliar no sarrafeamento, fazer frisos em cerâmicas, etc.
Uma desempenadeira  é um instrumento de construção formado por uma prancheta rectangular de madeira, metal ou plástico, com uma empunhadura ao centro, que serve para espalhar ou alisar substâncias de massa como argamassa, estuque, reboco, areia ou gesso numa superfície. Geralmente, o pedreiro pega na desempenadeira carregada de cimento, ou qualquer que seja a substância de massa, numa mão, tal como se fosse uma paleta, enquanto aplica porções dessa massa com a trolha na outra mão.
Além de servir para alisar e espalhar substâncias de massa já aplicadas numa superfície, pode ainda servir para abrir sulcos na massa, a fim de melhor fixar peças de cerâmica e pedras artesanais. No caso de cerâmicas e demais pedras para assentamento, usa-se a talocha de face dentada. 
Difere do colherim, também chamado colher de pedreiro, que em vez de uma prancheta rectangular, se assemelha a uma colher ou espátula de aço em formato triangular, com um cabo de madeira que acopla numa peça de metal em "L". 
Além desse modelo tradicional ainda existem várias outras para cada uso e especificação de obra que será realizada.
Em marcenaria, a desempenadeira é a máquina que realiza o desempeno (ou seja, que apruma ou endireita) de tábuas e pranchas.

## Outros nomes
Dá ainda pelos seguintes nomes: em Portugal pode ainda ser conhecida como talocha ou esparavel; ao passo que no Brasil pode ainda ser conhecida como desempoladeira ou desemboladeira.